# Индијана Еванс
Индијана Роуз Еванс (енгл. Indiana Rose Evans; Сиднеј, 27. јул 1990) је аустралијска глумица. Најпознатија је као Матилда Хантер у серији Home and Away и као Исабела Бела Хортлеј у серији за дјецу и тинејџере Сирене.